# 1610年代
| 千纪： | 2千纪                                                                                            |
| 世纪： | 16世纪 \| 17世纪 \| 18世纪                                                                       |
| 年代： | 1580年代 \| 1590年代 \| 1600年代 \| 1610年代 \| 1620年代 \| 1630年代 \| 1640年代                 |
| 年份： | 1610年 \| 1611年 \| 1612年 \| 1613年 \| 1614年 \| 1615年 \| 1616年 \| 1617年 \| 1618年 \| 1619年 |

## 大事记
- 在1610年和1615年之间，据信發明家馬哈·雷·布吉艾斯（Marin le Bourgeoys）创造了第一个“真正的”燧发枪点火枪支。

## 出生
*崇禎帝 （1611年）